# La Cuisinière d'Himmler
 (février 2014).
Si vous disposez d'ouvrages ou d'articles de référence ou si vous connaissez des sites web de qualité traitant du thème abordé ici, merci de compléter l'article en donnant les références utiles à sa vérifiabilité et en les liant à la section « Notes et références ».
La Cuisinière d'Himmler est un roman de Franz Olivier Giesbert publié en 2013. Cette œuvre a été récompensée aux Globes de Cristal en 2014 dans la catégorie « meilleur roman-essai ».

## Résumé
En 2012, Rose va avoir 105 ans. Elle est encore alerte et tient un restaurant à Marseille, mais il est temps pour elle de rédiger ses mémoires, au terme d'une vie mouvementée. Elle est née en 1907 en Anatolie, non loin de Trébizonde. Lorsque le génocide arménien débute en 1915, ses parents sont tués, et leur maison brûlée. Elle échappe au génocide grâce à un pédophile du Comité union et progrès, qui la cache dans son « petit harem ». En 1917, il la « prête » à un négociant qui l'emmène jusqu'à Marseille à bord de son cargo.  
Elle parvient à s'évader et vit alors de mendicité et de glanage, sous la coupe d'un petit caïd marseillais. En 1920, elle s'enfuit à Sainte-Tulle , où un couple d'agriculteurs, Emma et Scipion Lempereur, la recueillent et l'adoptent. Emma lui apprend la cuisine. En 1924, les Lempereur meurent brutalement, à quelques jours d'intervalle, alors que Rose n'est pas encore majeure. Elle est confiée à un tuteur, un cousin de Scipion, qui s'installe à la ferme avec son épouse. Tous deux maltraitent et spolient Rose, en la réduisant à l'état de bonne à tout faire. En 1925, elle s'éprend de Gabriel Beaucaire, qui l'enlève. Pourchassés par la police, les amants trouvent refuge à Paris chez un oncle de Gabriel. Sans partager ses opinions, ils l'aident à rédiger ses écrits antisémites en échange d'un soutien financier. Rose peut ainsi ouvrir un restaurant. 
Pendant les années trente, alors qu'Hitler et Staline entreprennent des politiques nationalistes qui vont causer des millions de morts parmi les juifs et de nombreuses autres ethnies, Rose et Gabriel vivent dans un bonheur insouciant. Ils ont deux enfants. Seule ombre au tableau: Gabriel a honte de devoir continuer à travailler pour la presse d'extrême-droite, même après le décès de son oncle. Rose ferme parfois son restaurant pour des expéditions discrètes qui lui permettent d'assouvir son désir de vengeance  en toute impunité, en tuant d'abord son tuteur et sa femme, puis le meurtrier de sa famille à Trébizonde. Mais en 1938, un article paru dans un journal accuse Gabriel d'être juif, sous prétexte que son patronyme correspond à un nom juif francisé. Il perd son emploi et vient travailler dans le restaurant de Rose. Cette dernière a une aventure extra-conjugale qu'elle juge sans conséquence, mais Gabriel l'apprend et ne peut pardonner. Il demande le divorce et garde les enfants, au grand désespoir de Rose. 
En 1940, Himmler vient dîner dans le restaurant de Rose. Il apprécie autant le repas que la cuisinière, et il lui propose de le suivre à Berlin. Rose sympathise également avec d'autres clients, en particulier Jean-Paul Sartre et Simone de Beauvoir.  En 1942, Gabriel et les enfants sont arrêtés lors de la rafle du Vélodrome d'Hiver. Rose, qui a gardé le contact avec Himmler, demande à ce dernier d'empêcher la déportation de sa famille. Himmler fait venir Rose à Berlin pour participer aux recherches et il la garde comme cuisinière. Elle est violée et engrossée à la suite d'une soirée de beuverie au Berghof, la résidence d'Hitler. Elle l'avoue à Himmler, qui la met au secret le temps de sa grossesse, avant de la renvoyer en France et de placer le nouveau-né dans un Lebensborn, « une de ces pouponnières où l’État SS élevait des enfants nés de mères “ racialement valables ” ».  
Pendant son séjour en Allemagne, Rose a appris que ses enfants n'ont pas survécu à leur déportation en train, tandis que Gabriel est mort à Dachau. En 1943, elle tue le journaliste parisien qui avait dénoncé Gabriel. Elle doit s'exiler aux États-Unis, où elle se marie et ouvre un restaurant à Chicago.  
En 1955, elle est à nouveau veuve, et elle se rend à Pékin à l'invitation de Jean-Paul Sartre et Simone de Beauvoir. Elle y rencontre Liu Zhongling, un attaché culturel proche de Deng Xiaoping et de Mao Zedong.  Ce dernier s'apprête à lancer le Grand Bond en avant, qui entraîne une grande famine et des millions de morts. En marge de cette situation tragique, Rose et Liu vivent une grande histoire d'amour, jusqu'à la mort de Liu treize ans plus tard, victime des gardes rouges de la révolution culturelle. Rose doit s'enfuir de Chine et elle s'installe définitivement à Marseille, où elle refait sa vie. Mais elle n'en a pas fini avec son passé…

## Commentaires sur l'œuvre
L'auteur a révélé avoir laissé maturer son projet de roman pendant quatre ou cinq ans: il pensait au départ raconter l'histoire d'une cuisinière de Staline; il a rédigé le texte final en six mois, sans suivre de plan préétabli. Dans un autre entretien, il estime que ce roman n'est ni policier, ni historique, ni politique, mais que son thème principal est « la joie de vivre et de survivre »: il a voulu que lecteur rit malgré l'horreur de l'arrière-plan historique, en faisant de la narratrice un personnage « drôle, loufoque et très résilient », même s'il reconnaît que ses vengeances meurtrières peuvent choquer. Il lui a adjoint une salamandre qu'elle élève depuis son enfance, et avec qui elle dialogue comme si c'était son « surmoi ». Le choix de cet animal correspond à un souvenir d'enfance de l'auteur. Le choix d'une héroïne d'origine arménienne est également lié à des raisons personnelles (il vit avec Valérie Toranian, petite-fille de rescapés du génocide); il ne souhaitait pas construire une démonstration sur le thème du génocide, mais simplement raconter l'histoire d'un personnage truculent.     
Pour Hélèna Villovitch, ce roman « grinçant et picaresque », très bien documenté, permet à son auteur d'évoquer les dégâts causés par les dictatures du XXe siècle, tout en réglant « quelques comptes avec des personnalités au passé trouble ». Marianne Payot y voit une « farce macabre » dont le « récit feuilletonesque » dénonce « la folie des hommes » et célèbre « la sagesse des animaux, la beauté de la nature ». Andrée Lebel a également apprécié l'excellente documentation des aspects historiques, mais elle émet des réserves quant à la cohérence du personnage principal: son langage cru l'a agacée, de même que sa vanité « risible »; elle juge peu crédible l'étalage culturel dont Rose fait preuve en faisant référence à des œuvres philosophiques, littéraires et musicales; elle trouve cette cuisinière d'autant moins sympathique qu'elle se permet de jaser sur ses clients célèbres, dont Sartre et Beauvoir.    